# Nicholas Throckmorton

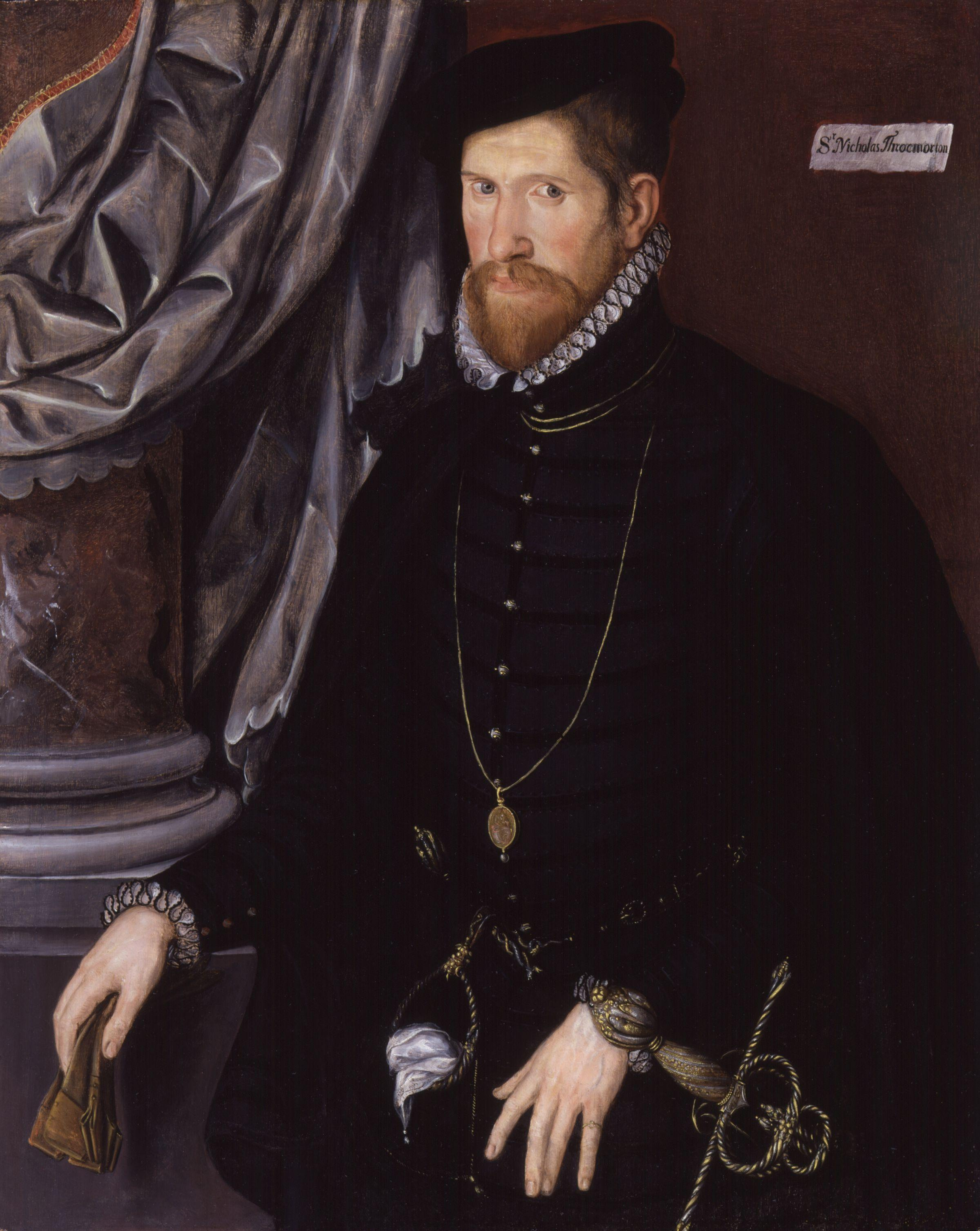
Nicholas Throckmorton

Sir Nicholas Throckmorton (oder Throgmorton) (* 1515 oder 1516; † 12. Februar 1571 in London) war ein englischer Agent, Diplomat und Politiker. Er gilt als graue Eminenz hinter mehreren Komplotten und Verschwörungen während der Regierungszeiten von Eduard VI., Maria I. und Elisabeth I., wurde jedoch niemals eindeutig für schuldig befunden. Unter Elisabeth fungierte er häufig als Bote zwischen ihr und ihrer Rivalin Maria Stuart. Wegen seiner Rolle in einer Verschwörung von Thomas Howard, 4. Duke of Norfolk gegen Königin Elisabeth fiel er 1569 in Ungnade. Er ist der Vater von Elizabeth Throckmorton, der bevorzugten Hofdame der Königin und späteren Ehefrau des Sir Walter Raleigh.

## Leben

### Frühe Jahre
Nicholas wurde als vierter Sohn des Sir George Throckmorton (c.1489–1552) und dessen Frau Katherine geboren. Über seine Mutter war er ein Cousin der Königin Catherine Parr. Sein Geburtsdatum wird vom Bericht John Foxes abgeleitet, dass Throckmorton im Januar 1551, zur Verurteilung des Bischofs Stephan Gardiner, 35 Jahre alt war. In seiner Jugend diente er wahrscheinlich Henry Fitzroy, dem unehelichen Sohn König Heinrichs VIII., gemeinsam mit seinem Verwandten William Parr. Als Fitzroy 1532 gemeinsam mit seinem Vater nach Frankreich reiste und anschließend ein Jahr lang am französischen Hof blieb, begleitete Throckmorton ihn und lernte in dieser Zeit Französisch. Über sein Leben wurde das Gedicht The Legend of Sir Nicholas Throckmorton geschrieben und über seine Zeit in Frankreich heißt es dort:
| By parents' hest, I served as a page To Richmond's Duke and waited, still at hand, For fear of blows, which happened in his rage. In France with him I lived most carelessly, And learned the tongue, though nothing readily. | Auf elterliches Geheiß hin diente ich als Page Dem Herzog Richmonds und wartete, still zur Hand Aus Angst vor Schlägen, die in seinem Zorn geschahen. In Frankreich lebte ich mit ihm meistens sorglos Und lernte die Sprache, wenngleich nicht ohne weiteres. |  |

Nach Fitzroys Tod trat er in den Dienst der Parrs, seiner Verwandten und diente 1543 an der schottischen Grenze. Als seine Cousine Catherine den König heiratete, erhielt Throckmorton eine Stellung bei Hofe. In Heinrichs Krieg gegen Frankreich 1544 gehörte er zur Armee, die Boulogne für England eroberte, wenngleich der Sieg nur von kurzer Dauer war. Wie Catherine Parr gehörte Throckmorton zu den Protestanten bei Hofe. Er besuchte u. a. die als Ketzerin verurteilte Anne Askew im Gefängnis und war Augenzeuge ihrer Hinrichtung. 1545 gelang es ihm erstmals ins Unterhaus des Parlaments gewählt zu werden, möglicherweise dank des Einflusses Catherine Parrs. Bis 1567 blieb er nacheinander für fünf unterschiedliche Wahlbezirke Mitglied des Unterhauses.

### Unter Eduard VI.
Nach dem Tod Heinrichs VIII. im Jahr 1547 trat Nicholas eine Stellung im Haushalt seiner Cousine an. Dort befreundete er sich mit ihrem neuen Mann Thomas Seymour und wurde Vertrauter der jungen Elisabeth Tudor, die seit dem Tod ihres Vaters bei Catherine lebte. Durch seine protestantischen Sympathien wurde Throckmorton auch ein Favorit des jungen Königs Eduard VI. 1547 nahm er beim erfolgreichen Feldzug gegen die Schotten an der Schlacht bei Pinkie Cleugh teil. Den Fall Thomas Seymours und später seines Bruders Edward Seymours überstand Throckmorton unbeschadet, da er sich rechtzeitig von beiden distanzierte und möglicherweise bereits frühzeitig Kontakte zu John Dudley knüpfte.

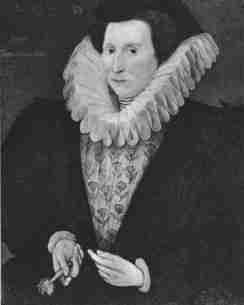
Anne Carew, Lady Throckmorton

Unter dessen Protektorat wurde er im Jahr 1549 ein Gentleman der königlichen Privatgemächer und hatte somit die Aufgabe, den jungen König anzukleiden und ihn zu unterhalten. Obendrein erhielt er das lukrative Amt des Treasurer of the Mint, des Schatzmeisters, der die Aufsicht über die königliche Münzanstalt innehatte. Im selben Jahr heiratete er Anne Carew, Tochter von Nicholas Carew und Nichte von Francis Bryan. 1551 schlug ihn der König zum Ritter. Im selben Jahr begleitete er seinen Cousin William Parr, Marquess of Northampton, auf dessen Botschaft nach Frankreich und gehörte nach seiner Rückkehr zur Eskorte der schottischen Königin Marie de Guise während ihres Besuchs in England. Auch bereitete er den jungen König mehr und mehr auf seine Regierungsgeschäfte vor. So wird er häufig dafür verantwortlich gemacht, dass William Thomas, ein humanistischer Gelehrter, für Eduard Dokumente vorbereitete, in denen politische Diskussionen geführt wurden.
Als sich der Gesundheitszustand des Königs verschlechterte, versuchte Dudley, die Nachfolge der katholischen Maria Tudor zu verhindern. Zu diesem Zweck verheiratete er seinen Sohn Guildford Dudley mit der protestantischen Lady Jane Grey, einer Enkelin von Heinrichs jüngerer Schwester Mary Tudor. Möglicherweise auf Dudleys Rat hin änderte Eduard auf seinem Sterbebett die Thronfolge und ernannte Jane Grey zu seiner Nachfolgerin. Der Regentschaftsrat akzeptierte die Änderung der Thronfolge und auch Throckmorton, der dem König in seinen letzten Monaten zur Seite stand, unterzeichnete das Dokument. Am 6. Juli 1553 verstarb Eduard VI. Dudley verheimlichte den Tod des Königs und versuchte Maria Tudor zu verhaften. Obwohl Dudley Throckmorton genug vertraute, um ihm fünfundzwanzig bewaffnete Diener (englisch: Retainer) zuzugestehen, sandte Throckmorton Maria heimlich eine Nachricht von Eduards Tod und warnte sie. Somit konnte Maria rechtzeitig nach Norfolk zu den katholischen Howards flüchten. Wie so oft in seinem Leben positionierte sich Throckmorton nicht allzu deutlich, denn seine Frau Anne Carew diente Jane Grey bis zum Ende ihrer kurzen Herrschaft.

### Unter Maria I.

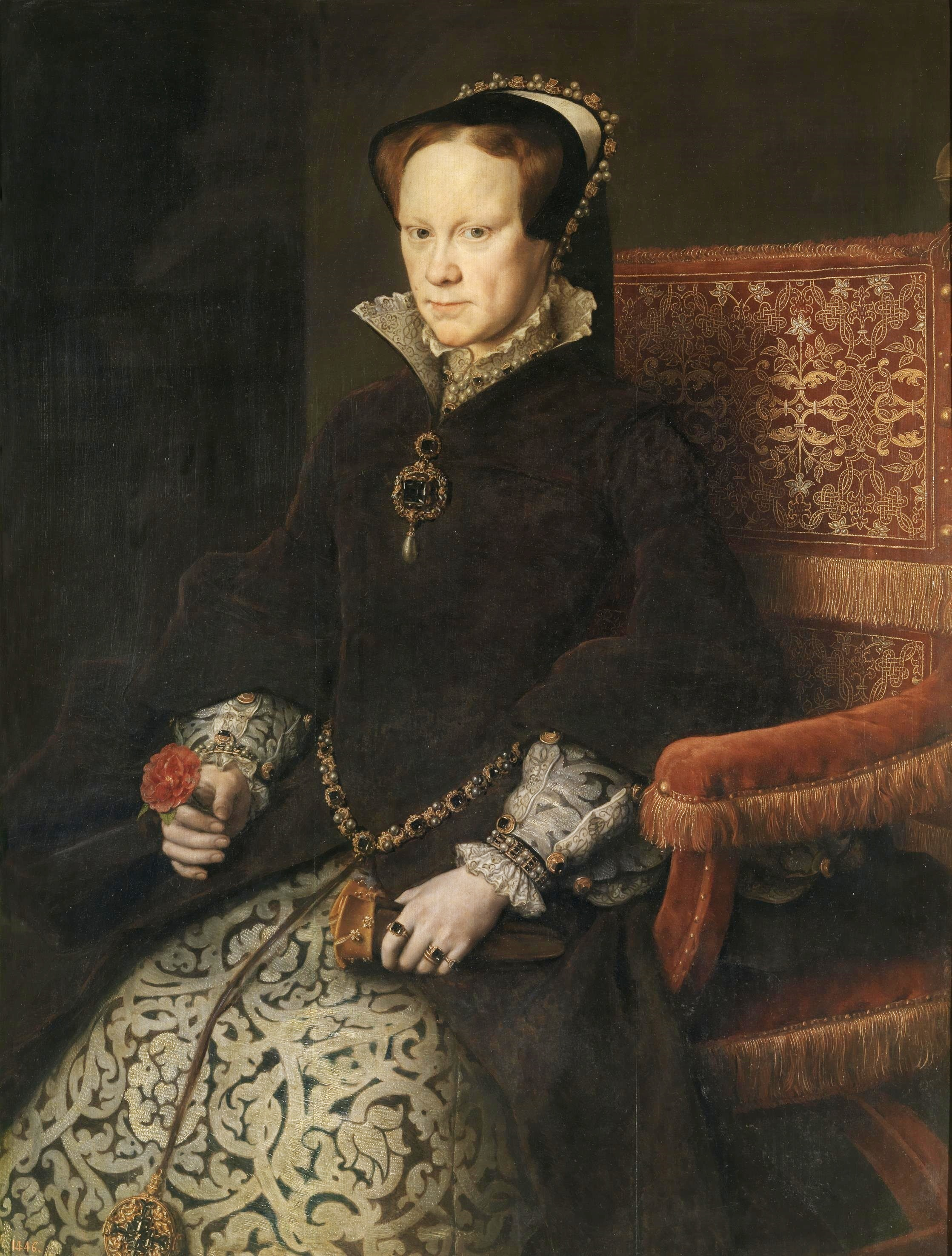
Königin Maria I. von Anthonis Mor

Schon nach neun Tagen konnte Maria ihren Machtanspruch durchsetzen und wurde zur Königin proklamiert. Einigen Berichten zufolge versuchte Throckmorton jedoch Marias Proklamation in Northampton zu verhindern, was als Unterstützung für Jane Grey gewertet wurde. Falls es tatsächlich der Fall war, ignorierte Maria den Vorfall, denn Throckmorton behielt seine Ämter und stellte am 24. Juli eine Eskorte für die neue Königin zusammen. Um eine erneute protestantische Thronfolge durch ihre Halbschwester Elisabeth zu verhindern, suchte Maria nach einem katholischen Ehemann. Ihre Wahl fiel auf den spanischen Kronprinzen Philipp. Dieser stieß bei den Engländern auf große Ablehnung. Auch Throckmorton ging in offene Opposition zu den Plänen der Königin, den Katholizismus wieder einzuführen. Sein Name tauchte auf einer Liste derer auf, die „für die wahre Religion stehen“. Dennoch ist kein Beweis überliefert, dass er sich jemals offen gegen Marias Heiratspläne aussprach.
Da Maria an ihrer Wahl festhielt, brachen Revolten aus, die in der Wyatt-Verschwörung gipfelten. Die königliche Armee besiegte Thomas Wyatts Truppen erst vor den Toren Londons und der Aufstand wurde niedergeschlagen. Throckmorton, Jane Greys Vater Henry Grey, 1. Duke of Suffolk und auch Elisabeth wurden als Mitverschwörer in den Tower gebracht. Throckmorton wurde als Verräter angeklagt und musste in der Guildhall aussagen. Dennoch konnte er aber die Jury von seiner Unschuld überzeugen, ein nahezu unerhörter Vorfall, da Verrätertribunale normalerweise dazu dienten, der Welt die Schuld des Angeklagten zu verdeutlichen. Der Kronrat war so erbost über das Urteil, dass die Jury für den Rest des Jahres eingekerkert wurde. Er wurde nach längerer Haft im Januar 1555 aus dem Tower entlassen.
Als im Dezember 1555 die Dudley-Verschwörung aufgedeckt wurde, verdächtigte man Throckmorton erneut der Mitwisserschaft. Aus Angst vor erneuter Haft und Prozess flüchtete er im Juni 1556 nach Frankreich ins Exil, was eine Konfiszierung all seiner Besitztümer zur Folge hatte. Dennoch beteuerte er seine Unschuld und Maria glaubte ihm schließlich. Sie erlaubte seiner Frau Anne Carew, ihn mit Geld zu versorgen und erlaubte ihm im Mai 1557, nach England zurückzukehren. Er erhielt seine Ländereien zurück und diente gemeinsam mit Robert Dudley, 1. Earl of Leicester im Sommer in der englischen Armee im Krieg gegen Frankreich. Gegen Ende von Marias Herrschaft nahm Throckmorton zunehmend Kontakt zu ihrer Schwester Elisabeth auf.

### Unter Elisabeth I.

#### Botschafter in Frankreich
Unter Elisabeth erhielt Throckmorton mehrere diplomatische Aufträge, u. a. nach Frankreich. Dort war er am 30. Juni 1559 Augenzeuge des Turniers, in dem der französische König Heinrich II. tödlich verletzt wurde. Sein Sohn Franz II. folgte ihm auf den Thron, der Ehemann der jungen Maria Stuart. Gegenüber Elisabeth äußerte Throckmorton seine Sorge, dass Marias Onkel aus dem Haus de Guise allzu starken Einfluss auf das junge Königspaar nehmen würden. Seine Befürchtungen bewahrheiteten sich, als 1560 eine Rebellion gegen die Guises ausbrach, die von diesen selbst für damalige Begriffe blutigst niedergeschlagen wurde. Throckmorton zufolge, der die anschließenden Massenhinrichtungen miterlebte, waren „unter jenen, die gefangen wurden, achtzehn der tapfersten Hauptmänner in ganz Frankreich“.

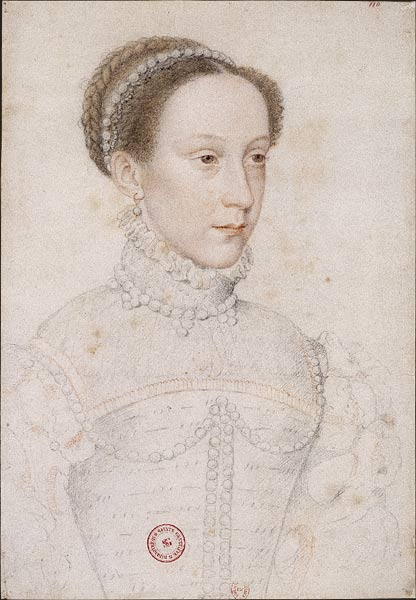
Maria Stuart ca. 1558 von François Clouet

Dennoch bewies er ein scharfes Gespür für die jeweilige Stimmung in Frankreich und die politische Richtung. So warnte er den englischen Hof eindringlich vor den „unehrenhaften und ungezogenen Berichten, die hier über unsere Königin abgegeben werden“, als Gerüchte über Elisabeth und ihren Favoriten Robert Dudley in Frankreich kursierten. Insbesondere als Dudleys Frau Amy unter mysteriösen Umständen starb, hatte Throckmorton einen schweren Stand am französischen Hof. „Einer lacht uns aus, der andere stößt Drohungen aus, ein anderer beleidigt die Königin. Einige sagen sogar, was für eine Religion ist das, wo ein Untertan seine Frau umbringt und die Fürstin es nicht nur zulässt, sondern ihn auch noch heiratet?“ Besonders ärgerlich war für ihn, dass Maria neben dem französischen und dem schottischen auch das englische Wappen führte. Auch erkannte er nach dem Tod Franz II. sehr schnell, dass Maria überlegte, seinen jüngeren Bruder zu heiraten, um Königin von Frankreich zu bleiben. Er nahm an der Krönung König Karl IX. teil.
Während seiner Zeit in Frankreich versuchte er regelmäßig Maria Stuart dazu zu bewegen, den Vertrag von Edinburgh zu ratifizieren, in dem Schottland Elisabeth als rechtmäßige Königin anerkannte, doch Maria weigerte sich, um ihren eigenen Anspruch auf den englischen Thron zu behalten. William Cecil warnte Throckmorton, dass er einen geheimen Plan entdeckt hatte, Maria auf den Thron zu bringen, wenn Elisabeth keinen Erben zur Welt bringen sollte. Trotz allem war Throckmorton voller Bewunderung für Maria. „Ihre Weisheit und königliche Bescheidenheit sind so groß, dass sie sich selbst nicht für weise hält, sondern zufrieden damit ist, von gutem Rat und weisen Männern geführt zu werden (was eine große Tugend für jeden Fürsten und jede Fürstin ist und was eine große Urteilskraft und Weisheit in ihr beweist)“. Aus seinen Briefen schließen Historiker, dass er zwischen den beiden Königinnen verglich und Maria deutlich besser abschnitt.
Nach Marias Abreise nach Schottland freundete sich Throckmorton mit dem jungen Edward Seymour an, der von Elisabeth an den französischen Hof gesandt worden war. Als dieser wegen seiner verbotenen Heirat mit Lady Catherine Grey in Ungnade fiel, versuchte Throckmorton die wütende Königin milde zu stimmen, indem er ihr versicherte, dass Seymours „gutes Benehmen hier ihr zu großer Ehre und guten Diensten verholfen hat“. Im Jahr 1562 geriet Throckmorton einmal mehr zwischen die Fronten der Engländer und Franzosen, als die religiösen Unruhen in Frankreich zu Massakern an den Protestanten führte. Er wurde von den de Guises gefangen genommen, seine Diener verwundet und sein Haus zerstört. Auch kam es zu Konflikten, da er nicht vor der Hostie knien wollte, was die Franzosen erboste. Bereits um 1561 hatte er die Königin um Erlaubnis gebeten, nach England zurückkehren zu dürfen, was ihm allerdings erst 1564 gestattet wurde.

#### Spätere Jahre

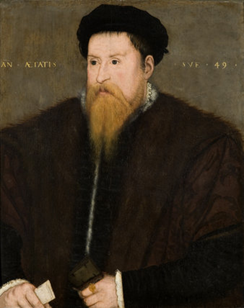
Nicholas Throckmorton um 1564

Nach seiner Rückkehr nach England erhielt Throckmorton als Belohnung für seine Dienste die Ämter des Schatzmeisters (Chamberlain of the Exchequer) und des Mundschenks (Chief Butler of England). Er überbrachte regelmäßig Botschaften an Maria Stuart in Schottland, als diese sich entschloss, Henry Stuart, Lord Darnley zu heiraten und erlebte somit aus erster Hand, wie aufgebracht der schottische Adel über diese Heirat war. Er selbst war fassungslos über die Veränderung, die mit der von ihm einst so bewunderten Königin geschehen war und sagte, sie wäre so töricht und prahlerisch, dass sie momentan nicht die geringsten Versprechungen einhalten würde. Für ihn waren Majestät und stürmische Verliebtheit nicht miteinander vereinbar.
Als Maria im Juni 1567 infolge der Ereignisse nach Darnleys Ermordung auf Loch Leven Castle gefangengesetzt wurde, entsandte Elisabeth Throckmorton, um sie gegen die schottischen Adligen zu unterstützen und diese mit Krieg zu bedrohen, falls sie Maria nicht so behandelten wie es einer Königin zustand. Er hielt Elisabeth über die Geschehnisse in Schottland auf dem Laufenden und rettete möglicherweise durch seine bloße Anwesenheit Marias Leben; ein Besuch Marias in Lochleven wurde ihm jedoch verweigert. Gleichzeitig stand er in Kontakt mit Cecil und Robert Dudley, um über sie Elisabeth dazu zu bewegen, Maria Stuarts Sohn Jakob als ihren Nachfolger zu benennen. Im September wurde er zurück nach England berufen und lebte eher zurückgezogen. Im Jahr 1569 allerdings wurde er verdächtigt, Maria Stuarts heimliche Verlobung mit Thomas Howard, 4. Duke of Norfolk zu unterstützen. Er wurde vorübergehend in Windsor inhaftiert und stand bis zum Frühling 1570 unter Hausarrest.
Am 8. Februar 1571 setzte er sein Testament auf, in dem er seine Frau Anne Carew zu seiner Testamentsvollstreckerin ernannte und sie und ihre gemeinsamen Kinder großzügig bedachte. Auch traf er Vorbereitungen für sein Begräbnis, für das er sich einen puritanischen Geistlichen wünschte und vermachte der holländischen Kirche in London eine Geldsumme. Am 12. Februar verstarb er in London. Zeitgenössische Berichte, dass er von Robert Dudley vergiftet wurde, sind mit hoher Wahrscheinlichkeit falsch. Er wurde in der Kirche St Katharine Cree bestattet, wo sein Grabmal noch immer zu besichtigen ist. Über Throckmortons Tod schrieb Dudley:

„Am Montag haben wir unseren guten Freund Sir Nicholas Throckmorton verloren, der in meinem Haus starb, wo er vorherigen Dienstag plötzlich schwer erkrankte. Seine Lungen waren zerstört, aber eine plötzliche Erkältung war der Grund für seinen unerwarteten Tod. Gott hat seine Seele und wir, seine Freunde, verlieren seinen Körper.“

## Nachkommen

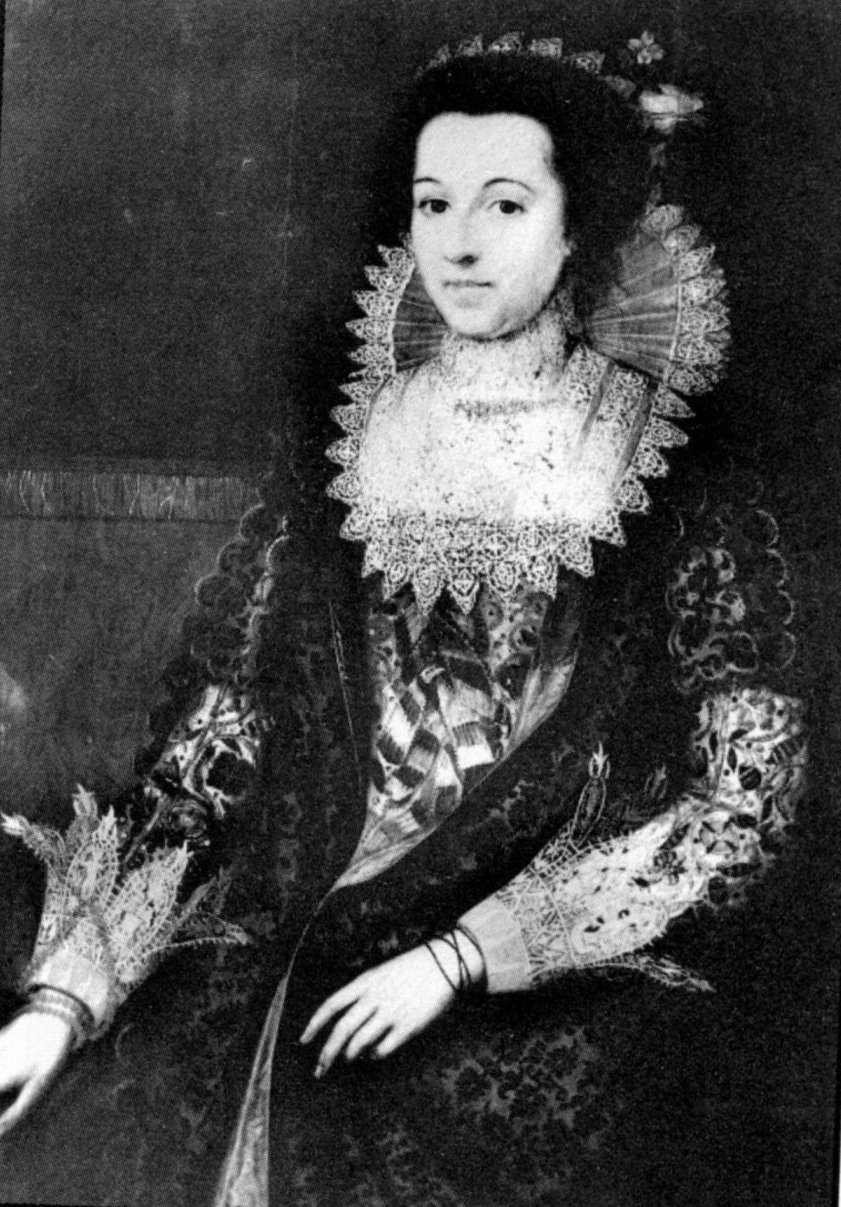
Bess Throckmorton

Aus der Ehe mit Anne Carew gingen mehrere Kinder hervor:
- William Throckmorton (* 1554; † 1622), möglicherweise geistig behindert[1]
- Sir Arthur Throckmorton (* 1556; † 1626)
- Thomas Throckmorton (* 1557; † 1590)
- Robert Throckmorton (* 1558)
- Sir Nicholas Throckmorton († 25. Februar 1644), änderte als Generalerbe seines Onkels Sir Francis Carew († 16. Mai 1611) seinen Nachnamen in Carew[21]
- Henry Throckmorton (* 1560)
- Anthony Throckmorton (* 1562)
- Elizabeth Throckmorton, genannt Bess (* 16. April 1565; † 1647), verheiratet mit Sir Walter Raleigh

Nach Throckmortons Tod heiratete Anne Carew in zweiter Ehe Adrian Stokes, den Witwer der königlichen Cousine Frances Brandon.